# Fußball-Weltmeisterschaft 2006/Philatelie
Verschiedene Postunternehmen gaben aus Anlass der FIFA Fußball-Weltmeisterschaft 2006 in Deutschland Briefmarken aus. Allen voran natürlich das Gastgeberland Deutschland mit Marken der Deutschen Post AG.

## Briefmarken aus Deutschland
Insgesamt 14 Sonderbriefmarken erschienen zwischen März 2003 und Januar 2006 in der Serie Für den Sport. Jährlich erscheint auch ein Numisblatt der Deutschen Post, das beide Sammelobjekte (Briefmarken und Münzen) verbindet. Die Sondermarken sollten nicht nur in Sammlerkreisen auf die Fußball-Weltmeisterschaft 2006 aufmerksam machen oder als Souvenir für Gäste dienen, die Mehrerlöse aus dem Verkauf der Zuschlagsmarken wurden vor allem zur Unterstützung für Aufgaben der Stiftung Deutsche Sporthilfe in allen Bereichen des Sports genutzt.

### WM-Briefmarken von 2006

Alle Zuschlagsbriefmarken, die am 9. Februar 2006 in Deutschland verausgabt wurden. (Ersttagsstempel Berlin)

Alle Zuschlagsbriefmarken, die am 9. Februar 2006 verausgabt wurden. (Ersttagsstempel Bonn)

Am Mittwoch, dem 8. Februar 2006, wurden im Bundeskanzleramt von Bundeskanzlerin Angela Merkel und Bundesfinanzminister Peer Steinbrück die neuen WM-Briefmarken vorgestellt. Die Postmarken liefen unter der Sportmarkenserie „Für den Sport 2006“, zu der auch eine Marke zu den Weltreiterspielen im August 2006 in Aachen gehörte.
Auf allen fünf Briefmarken gab es Zuschläge von 20 bis 55 Cent, die traditionell der Deutschen Sporthilfe zur Förderung der Nachwuchsarbeit im Spitzensport zugutekommen sollten. In den vergangenen 40 Jahren sind aus den Erlösen mehr als 117 Millionen Euro an Sportlerinnen und Sportler geflossen.
Die Erträge der 10-Euro-Fußballmünze aus Sterlingsilber flossen in das Kunst- und Kulturprogramm der Fußball-Weltmeisterschaft. Dies hatte die Bundesregierung initiiert. Umgesetzt wurde es nun von der DFB-Kulturstiftung.
Die WM-Briefmarken übergab die Bundeskanzlerin dem Präsidenten des Organisationskomitees, Franz Beckenbauer. Die Motive der fünf Briefmarken zeigen im Einzelnen folgende Motive: Stadionatmosphäre mit einem Meer aus Deutschland-Fahnen, das FIFA-WM-Stadion München, in dem das Eröffnungsspiel stattgefunden hatte (9. Juni 2006), das Olympiastadion Berlin, in dem das Finale ausgetragen wurde (9. Juli 2006) sowie das offizielle WM-Plakat.
Am 4. Mai 2006 wurden die vier oben genannten Zuschlagsmarken nochmals zusätzlich als Briefmarkenblock verausgabt. Da es sich hierbei nur um eine Art „neue Zusammenstellung“ der Marken handelte, gab es hierzu auch keinen speziellen Ersttagsstempel. Auch durfte dieser Block nach den Bestimmungen der Deutschen Post AG nicht mit dem Ersttagsstempel vom Februar entwertet werden, da dessen Datum Monate vor der Ausgabe lag. Um trotzdem einen „Ersttagsstempel“ bereitstellen zu können, wurde ein Sonderstempel in Rechteckform nur in der Stempelstelle in Bonn geführt.

Deutschlandfahnen und Flutlichtanlage
Eröffnungsspiel der FIFA-WM 2006 im FIFA-WM-Stadion München am 9. Juni 2006
Finale der FIFA-WM 2006 im Berliner Olympiastadion am 9. Juli 2006
Poster der FIFA-WM 2006, mit Ersttagsstempel aus Berlin mit dem Motiv Celebrating Faces™
Ersttagsstempel Bonn, mit dem WM-Motto:
Die Welt …
… zu Gast …
… bei Freunden™.

### WM-Briefmarken von 2005
Der damalige Bundesinnenminister Otto Schily (SPD) hatte am 11. Februar 2005 die Zuschlagsmarken-Serie „Für den Sport 2005“ und die dritte 10-Euro-Silbermünze Weltmeisterschaft 2006 vorgestellt. Die ersten Exemplare gingen an den geschäftsführenden DFB-Präsidenten Dr. Theo Zwanziger, Deutsche-Sporthilfe-Chef Hans-Ludwig Grüschow sowie an den Berliner WM-Botschafter Michael Preetz und das WM-Maskottchen Goleo VI, das selbst auf einer Briefmarke abgebildet ist.
Die fünf Sportbriefmarken 2005 standen unter dem Motto „Internationale Sportereignisse in Deutschland“. Drei Briefmarken-Motive greifen mit der Nordischen Ski-WM in Oberstdorf, dem Internationalen Deutschen Turnfest in Berlin und der Fecht-WM in Leipzig die drei Sporthöhepunkte 2005 in Deutschland auf.
Zwei Briefmarken-Motive wiesen auf die Weltmeisterschaft 2006 hin: der Fußball-Globus von André Heller und das WM-Maskottchen Goleo VI.
Schily sagte bei der Präsentation: Die Auswahl der Sport-Großereignisse als Briefmarkenmotive zeige, dass Deutschland ein international angesehener Sport-Standort und ein attraktives Gastgeberland sei: „Für die Austragung von WM und EM hat sich die Bundesregierung stets als verlässlicher Partner der deutschen Sportverbände eingesetzt. Die internationalen Welt- und Europaverbände wissen um die Organisationsstärke der deutschen Verbände, um die Sportbegeisterung der deutschen Fans und die tatkräftige Unterstützung des Bundes bei der Durchführung solcher Veranstaltungen.“
Die Bundesrepublik Deutschland gab aus Anlass dieser Weltmeisterschaft vier Gedenkmünzen aus Silber im Nennwert zu jeweils 10 Euro und eine Goldmünze zu 100 Euro heraus.

## Briefmarken aus den Teilnehmerländern
- Australien würdigte die WM durch einen Markenblock (4 Marken, je 2 zu 50 Cent, 1× 1,25 AU $ und 1× 1,85 AU $) in einem Fußball, die verschiedene Spielszenen zeigen. Der Hintergrund in gelb und grün entspricht den Farben der australischen Nationalmannschaft.[1]
- In Brasilien wurde eine quadratische Marke zu 0,85 R$ mit dem Turnierlogo herausgegeben.[1]
- Kroatien Michel-Nr. 791[2]
- Serbien-Montenegro verausgabte einen Markenblock, der 2 Marken zu 46 Para bzw. 0,50 € enthält. Der Block suggeriert den Blick zwischen Theatervorhängen (Flagge Deutschlands) in ein Stadion mit dem Brandenburger Tor als Hintergrund.[1]
- Die Ukraine brachte 2006 zwei Marken zur WM heraus (Michel-Nr. 789–790)

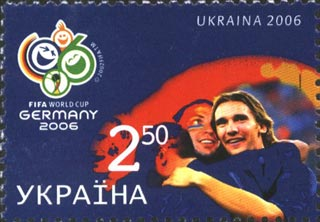
Briefmarken aus der Ukraine, hier mit dem Spieler Andrij Schewtschenko

## Briefmarken aus Ländern, die an der Qualifikation gescheitert sind

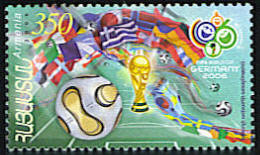
Briefmarke aus Armenien. Die Nationalmannschaft belegte in der WM-Qualifikation den 6. Platz und nahm somit nicht teil.

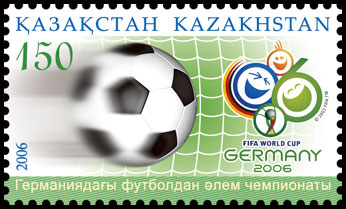
Briefmarke aus Kasachstan

- Von Georgien wurde 2005 eine Marke zur WM herausgegeben (Michel-Nr. 486)[2]
- Ungarn Michel-Nr. 5102[2]
- Zypern Michel-Nr. 1071[2]
- San Marino Michel-Nr. 2255[2]
- Die moldauische Fußballnationalmannschaft qualifizierte sich nicht. Das Land brachte aber trotzdem drei Briefmarken heraus.
- Kasachstan gab eine Sonderbriefmarke heraus.[3]

## Briefmarken aus Nichtteilnehmerländern
- Die Isle of Man gab eine quadratische Marke zu 31 Pence heraus, die ein Bild des deutschen WM-Teams vor dem WM-Finale von 1966 zeigt.[1]
- Gibraltar zeigt in einem Block (7 Marken zu je 38 Pence) Kinder, die in den Flaggenfarbe der bisherigen Weltmeister geschminkt sind. (Michel-Nr. 1158–1164).[1]
- Jersey gab 2006 einen Block zur WM aus (Michel-Nr. Block 57)[2]
- Monaco Zusammendruck, Michel-Nr. 2797–2798[2]

## Kritik
In der Kritik von Sammlerkreisen stehen besonders Postwertzeichen von Ländern, die nicht einmal bei der Qualifikation um die Endrunde teilgenommen haben oder deren Briefmarkenausgaben zu diesem Anlass in keinem Verhältnis zur Bedeutung von Fußball im Land stehen.